# 真田紐

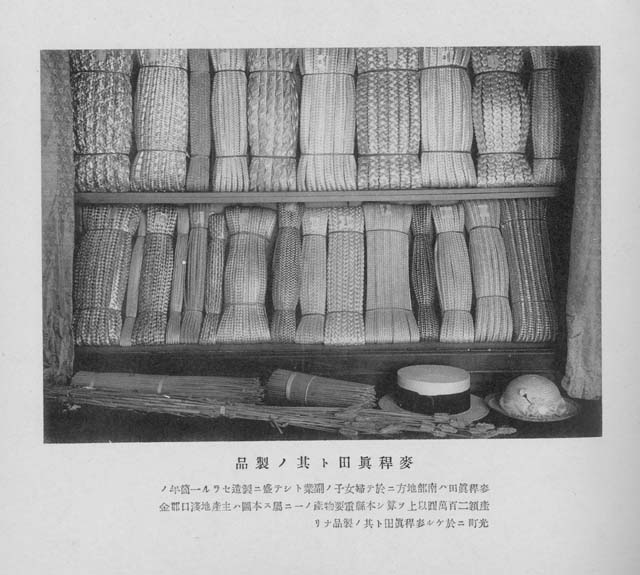
麦稈製真田紐と製品

真田紐（さなだひも）は、縦糸と横糸を使い織機（織り機、機（はた））で織った平たく狭い織物の日本の紐。漢字では「絛紐」（さなだひも）と書くこともある（wikt:絛）。元々は一重織りで、中を空洞にした袋織りが派生した。材質は木綿・正絹を使う。
主に茶道具の桐箱の紐。刀の下げ緒、鎧兜着用時の紐、帯締め・帯留用の紐、荷物紐等に使用する。
真田紐は、通常の織物の4倍以上の糸を圧縮して平たく織られ、伸びにくく丈夫である。そのため重量物を吊ったり、物を確実に縛ったりする際に使う。数多くの柄があり、一部は家紋の様に家・個人の決められた柄があり個人・集団の認証、作品の真贋鑑定に使われている。

## 名前の由来
起原は定かではないが、関ヶ原の戦いで敗れて九度山に配流されて蟄居していた真田昌幸・信繁父子が真田紐を作製し、生計を立てていたという俗説がある。『安齋随筆』によると、真田紐は、九度山に蟄居中、生計のために真田紐を作成し、正宗、貞宗の脇差の柄を巻くのに使い、そこから真田父子の発明という真偽不明の逸話が生み出された。真田氏の故地である長野県上田市の歴史資料館が所有する「昌幸公所用甲冑」に真田紐が巻かれており、これをもって武勲を上げたので真田紐の名が付いたという説もある。伊賀の真田紐作り、木綿の栽培、茶道の大家千利休のしつらえなどを総合すると、発祥はもっと古い時代であると言える。真田氏の発祥地である上田市付近も上田縞などで知られる織物の産地であり、九度山も織物の産地であることから各関連地域では地場産業と真田紐との関連を宣伝文句に使ったことからこのような逸話が誕生したと考えられる。
他には、チベット周辺の言語で「織紐」を意味する「サナール」が転じたとする説がある。チベットの山岳民族が家畜の獣毛を染め腰機を用い織った細幅織物(サナール)が南乗仏教伝来とともに海路日本に入ってきたものが、停泊地の沖縄地方ではミンサー織りになり、八重山諸島では八重山織になり、本州では綿を草木で染め織った細幅織物となり後の真田紐になったと言われている。獣毛で織られていたサナールに対し日本には獣毛材料がなかったが、同じくインドよりもたらされ、戦国時代初期に初めて大坂地区で栽培が成功した綿糸を使用した。よって真田紐の生産は近江・京など関西地方が中心だったが、後に栽培地域の北上により生産地域も広がっていった。
また、平安時代に日本に入ってきたとされる中国南部産の真田紐によく似た織紐が、当時は「さのはた（狭織）」と呼ばれていたため、「さのはた」が「さなだ」に転化したという説もある。

## 歴史
中国から日本の宮中に伝わったと言われる組紐に対し、庶民・武士が常用したのが真田紐である。経糸のみで「組む」組紐は構造的に伸びやすいのに対し、縦糸と横糸を機で「織る」真田紐は非常に実用的だった。
平安・鎌倉時代の武将は宮廷色の強い、飾りの多い甲冑を身に着けていたが、庶民や地方豪族を出自とする武将が登場した戦国時代には、真田紐など一般庶民の生活用具を甲冑に使用することにより、より動きやすく実戦的となり、これが結果的に戦国時代における勝敗を左右し、ひいては時代の変わり目の一因となった。全国各地の武将が軍需物資として製作・使用し、天正伊賀の乱以前の伊賀国では忍び達の農閑期の作業として真田紐作りが行われていた。忍びの道具としても用いられたり、薬や真田紐の行商人は各屋敷や城にも怪しまれず出入りが可能であり、商売を隠れ蓑に内偵したりしたと伝わる。だが伊賀の乱以後は組紐作りに転じていったが、今現在も手織り真田紐は滋賀県東近江市の西村家でその技術は受け継がれ織られている。
また、戦国時代中期、千利休が茶道を庶民に広める為、それまで貴族のみ使用が可能だった宮中型のしつらえ(塗り箱に組紐)から、庶民でも使える無垢の桐箱、そして当時武将や庶民が使っていた真田紐を使用するようになった。
元来、刀の下げ緒等に使われていた時に各家の好みの柄が出来、これを遺品回収の折の目印にしたことが、後に茶道具では「茶道御約束紐」と呼ばれる各茶道流儀、各作陶家、各機関でのみそれぞれ使うことが出来る独特の柄を制定する文化の基となった。茶器や箱書きを偽造しても、御約束紐は使う糸や織り方を専門家が見れば、贋物を見分けられるようになっている。かつては秘密を守るため、真田紐づくりを家業としていることを公にしていないこともあった。
また、桐箱の結びは、武将が茶道具に毒などを塗られるのを防ぐために使った封印結びが基と言われている。この為、各家・個人で工夫して結び、定期的に結びを変えたりもした。現在、多くの茶道具の結びは裏千家の結びである。
徳川の天下統一に伴い、特に大阪を中心とした地方の庶民には親豊臣・反徳川的風潮が根強く、最後まで徳川に苦汁をなめさせた真田信繁を支持・美化する動きがあり、真田紐を一つの象徴とするようになったと言われている。